# 福島県立福島工業高等学校
福島県立福島工業高等学校（ふくしまけんりつ ふくしまこうぎょうこうとうがっこう）は、福島県福島市森合小松原にある県立工業高等学校。

## 概要
歴史
1948年（昭和23年）4月に開校した新制高等学校「福島県立信夫高等学校」を前身とする。当初は定時制高校で農業と家庭、工業の3課程を有していた。1950年（昭和25年）を皮切りに全日制課程の学科を増やしていき、1957年（昭和32年）の高等学校再編で農業科と家庭科を他校に移管。その結果「福島県立福島工業高等学校」（現校名）となった。2013年（平成25年）に創立65周年を迎えた。
設置課程・学科
全日制課程 5学科
- 機械科
- 建築科
- 環境化学科
- 情報電子科
- 電気科

定時制課程 1学科
- 工業科

校訓
「誠実・勤労・健康」
校章
イブキの木と学問を表すペン先の絵を組み合わせたものを背景にして、中央に「福工」の文字（縦書き）を置いている。
校歌
1953年（昭和28年）10月28日に制定。作詞は野村俊夫、作曲は古関裕而による。歌詞は4番まであり、各番に校名の「県工」が登場する。
同窓会
「いぶき会」と称している。
略称
略称としては、「福工（ふくこう）」が用いられることもあるが、福島高校（通称・福高）、学法福島高校の旧称である学法福島工業高校との混同を避けるため、地元では「県工（けんこう）」と呼ばれることが多い。

## 沿革
出典：
- 1948年（昭和23年）
  - 4月1日 - 新制高等学校「福島県立信夫高等学校」（信夫[3]の読みは「しのぶ」）が開校。当初は定時制のみで修業年限が4年であった。
    - 昼間定時制 農業課程（1学級）・家庭課程（1学級）・家庭課程別科（修業年限2年） - 福島青年師範学校の校舎を使用して授業を開始。
    - 夜間定時制 工業課程（機械・建築、合わせて1学級）- 当初福島市立福島第四小学校の教室を使用し授業を開始。
    - 分校2校（飯坂分校・佐倉分校）を設置。
      - 飯坂分校 - 昼間定時制　農業課程（修業年限4年）、家庭課程別科（修業年限2年）
      - 佐倉分校 - 昼間定時制　農業課程（修業年限4年）、家庭課程（修業年限4年）と家庭課程別科（修業年限2年）

  - 4月28日 - この日を創立記念日とする。
  - 12月1日 - 松川・飯坂・吉井田の3ヶ所に家庭課程（修業期間:4ヶ月）の季節[4]学級を開設。
- 1949年（昭和24年）
  - 4月1日 - 修業年限3年の昼間定時制工業課程（機械・建築）1学級を新設。福島青年師範学校の移転により、校地を現在地に統合。
    - 夜間定時制、校地統合により福島市立福島第四小学校の校舎使用を終了。

  - 12月1日 - 茂庭に家庭課程（修業期間:4ヶ月）の季節学級を開設。
- 1950年（昭和25年）
  - 4月21日 - 昼間定時制 工業課程を1学級増設。通常制普通課程（全日制課程普通科）を新設。
  - 10月1日 - 昼間定時制 飯坂分校の農業課程を通常制普通課程に切り替える。
  - 12月 - 飯坂の季節学級を閉鎖。茂庭季節学級に農業課程を増設。
- 1951年（昭和26年）
  - 4月1日 -  通常制普通課程の募集を停止し、昼間定時制 工業課程を通常制（全日制）に切り替える。
    - 飯坂分校を「飯坂第二部」と改称し、農業課程を通常制（全日制）に切替え、定時制農業・家庭課程の募集を停止。

  - 12月 - 吉井田季節学級を閉鎖。
- 1952年（昭和27年）
  - 4月1日 - 飯坂第二部に通常制普通課程を設置。家庭科別科の募集を停止。茂庭分校の季節学級を閉鎖し、短期産業教育課程（修業年限2年）を設置。
  - 12月 - 佐倉分校に季節学級（家庭課程）を開設。
- 1953年（昭和28年）
  - 4月 - 飯坂第二部に夜間定時制普通課程を新設。
  - 10月28日 - 校歌・校旗・校章を制定。
- 1955年（昭和30年）
  - 4月 - 飯坂第二部の夜間定時制において普通課程の募集を停止し、代わりに工業課程1学級を増設。
  - 12月 - 松川と佐倉の季節学級を季節課程に改称。
- 1957年（昭和32年）
  - 3月31日 - 本校および分校の農業科・家庭科を福島県立福島農蚕高等学校に移管。
  - 4月1日 - 「福島県立福島工業高等学校」（現校名）に改称。全日制工業化学科を新設。
    - 本校 - 全日制課程3学科（機械・建築・工業化学）・夜間定時制課程2学科（機械・建築）
    - 飯坂第二部 - 全日制課程1学科（普通）・夜間定時制課程1学科（普通）
- 1958年（昭和33年）4月1日 - 飯坂第二部を福島県立福島高等学校に移管。夜間定時制課程に工業化学科を新設。産業科（仕上・旋盤・鋳物の3コース）を設置。
- 1960年（昭和35年）4月1日 - 電子工業科を新設。
- 1961年（昭和36年）4月 - 電気科および電気科別科産業科（夜間・修業年限2年）を新設。夜間定時制課程 工業化学科の募集を停止。
- 1962年（昭和37年）4月1日 - 精密機械科を新設。
- 1963年（昭和38年）
  - 3月 - 通産省によって電気工事士養成施設として認可される。中校舎が完成。
  - 4月 - 協三工業株式会社との間で、技能教育と学校教育の連携を開始。
- 1965年（昭和40年）
  - 4月 - 機械科の別科産業科（昼間・修了年限1年）を夜間・修了年限2年に変更。
  - 7月 - 体育館が完成。
- 1966年（昭和41年）
  - 3月 - 北校舎が完成。
  - 4月 - 電子工業科を電子科に改称。
- 1967年（昭和42年）
  - 3月 - 南校舎が完成。
  - 4月 - 別科産業科（機械・電気）の募集を停止。夜間定時制課程 機械科を1学級減じ電気科とする。
- 1970年（昭和45年）7月 - プールが完成。
- 1974年（昭和49年）2月8日 - 柔剣道場が完成。
- 1976年（昭和51年）4月1日 - 全日制課程の精密機械科と定時制課程の電気科の募集を停止。
- 1978年（昭和53年）3月31日 - 協三工業株式会社との技能教育と学校教育連携措置を廃止。グラウンドを整備。
- 1981年（昭和56年）3月28日 - グラウンドに夜間照明を設置。
- 1983年（昭和58年）3月 - 推薦入学制を導入。
- 1985年（昭和60年）3月 - 一般入試に面接試験を導入。
- 1986年（昭和61年）
  - 1月20日 - 東校舎が完成。
  - 3月25日 - 北門を新設。
- 1988年（昭和63年）4月1日 - 電子科の募集を停止し、情報電子科を新設。
- 1991年（平成3年）3月28日 - 第2体育館が完成。
- 1992年（平成4年）3月 - トレーニング室が完成。
- 1993年（平成5年）4月1日 - 定時制課程の機械科と建築科の募集を停止し、工業科1学級を新設。
- 1995年（平成7年）11月 - 情報処理室が完成。
- 2000年（平成12年）5月31日 - 創立50周年を記念して同窓会館「いぶき会館」が完成。
- 2004年（平成16年）4月1日 - 全日制課程の工業化学科の募集を停止し、環境化学科を新設。

## 部活動
体育系
- 陸上競技部
- 野球部
- テニス部
- ソフトテニス部
- バレーボール部 
  - 過去にインターハイ等の全国大会に出場経験がある。
- 卓球部 
  - 過去にインターハイ等の全国大会に出場経験がある。(昭和55～59年･62年･平成4～5年)
- サッカー部
  - 全国高等学校サッカー選手権大会に出場経験がある。（1991年（平成3年）・1992年（平成4年）・1998年（平成10年）
- 剣道部
- 弓道部
- バスケットボール部
  - ウィンターカップで準優勝に輝いた事もある。
- 水泳部
- バドミントン部
- ウェイトリフティング部
- 山岳部

文化系
- 工業技術部
- アマチュア無線部
- 社会部
- インターネット部
- 吹奏楽部
- 美術部
- 園芸部
- JRC部
- 茶道部

委員会
- 交通安全推進委員会
- 機関誌委員会
- 図書委員会
- 放送委員会
- 厚生委員会
- 応援委員会
- 新聞委員会
- 文化委員会
- 体育委員会

## 対外関係

### 他大学との協定

#### 国内大学
- 放送大学学園と単位互換協定を結んでおり、放送大学で取得した単位を卒業に要する単位として認定することができる[5]

## 交通
- 福島交通飯坂線「美術館図書館前駅」より徒歩7分

## 出身者
- 安齋竜三 - プロバスケットボール選手、リンク栃木ブレックス
- 渡邉拓馬 - バスケットボール選手・元日本代表（トヨタ自動車アルバルク）